# Alexander Czerski
Alexander Czerski (hebräisch אלכסנדר צ'רסקי; geboren am 6. Dezember 1920 in Kattowitz; gestorben am 2. Juni 1986 in Tel Aviv) war ein polnisch-israelischer Bergbauingenieur, Schriftsteller und Journalist.

## Leben
Alexander Czerski, geboren im deutschen, aufgewachsen im polnischen Kattowitz, war bei Beginn des Zweiten Weltkriegs Kriegsfreiwilliger der polnischen Armee. Er geriet in deutsche Kriegsgefangenschaft, aus der er in die Sowjetunion fliehen konnte. Er war ab 1941 Soldat der Roten Armee und wurde 1943 verwundet in die Etappe beordert.
Czerski begann 1945 ein Bergbaustudium in Taschkent und beendete das Ingenieursstudium 1949 an der Technischen Hochschule im polnischen Gleiwitz als Bergbauingenieur. Er war Jude und schloss sich der jüdischen Jugendorganisation Hashomer Hatzair an. Er arbeitete von 1949 bis 1957 als Planungsdirektor in der Buntmetallindustrie und erblindete 1965 nach einem Bergwerksunfall.
Czerski zog 1957 mit der Familie nach Israel und lebte in Tel Aviv, wo er als freier Journalist, Schriftsteller und Redner arbeitete. Seine Frau starb 1969, danach lebte er mit der deutsch-israelischen Schriftstellerin Lilli Marx zusammen. Er hatte zwei Kinder (Eva und Ilana) und lebte zuletzt in Tel Aviv.
Er sprach polnisch, russisch, englisch, hebräisch und jiddisch und war Mitglied des hebräischen Autoren-Verbandes und des Verbandes deutschsprachiger Schriftsteller Israels.
Czerski erhielt 1960 in Tel Aviv den Dishon-Preis für Kurzgeschichten. 1975 erhielt er den Literaturpreis des New Yorker Jewish Braille Institute of America für den Erzählungsband Banale Geschichten... 1985 wurde er in der Bundesrepublik Deutschland mit dem Bundesverdienstkreuz 1. Klasse ausgezeichnet.

## Werke (Auswahl)

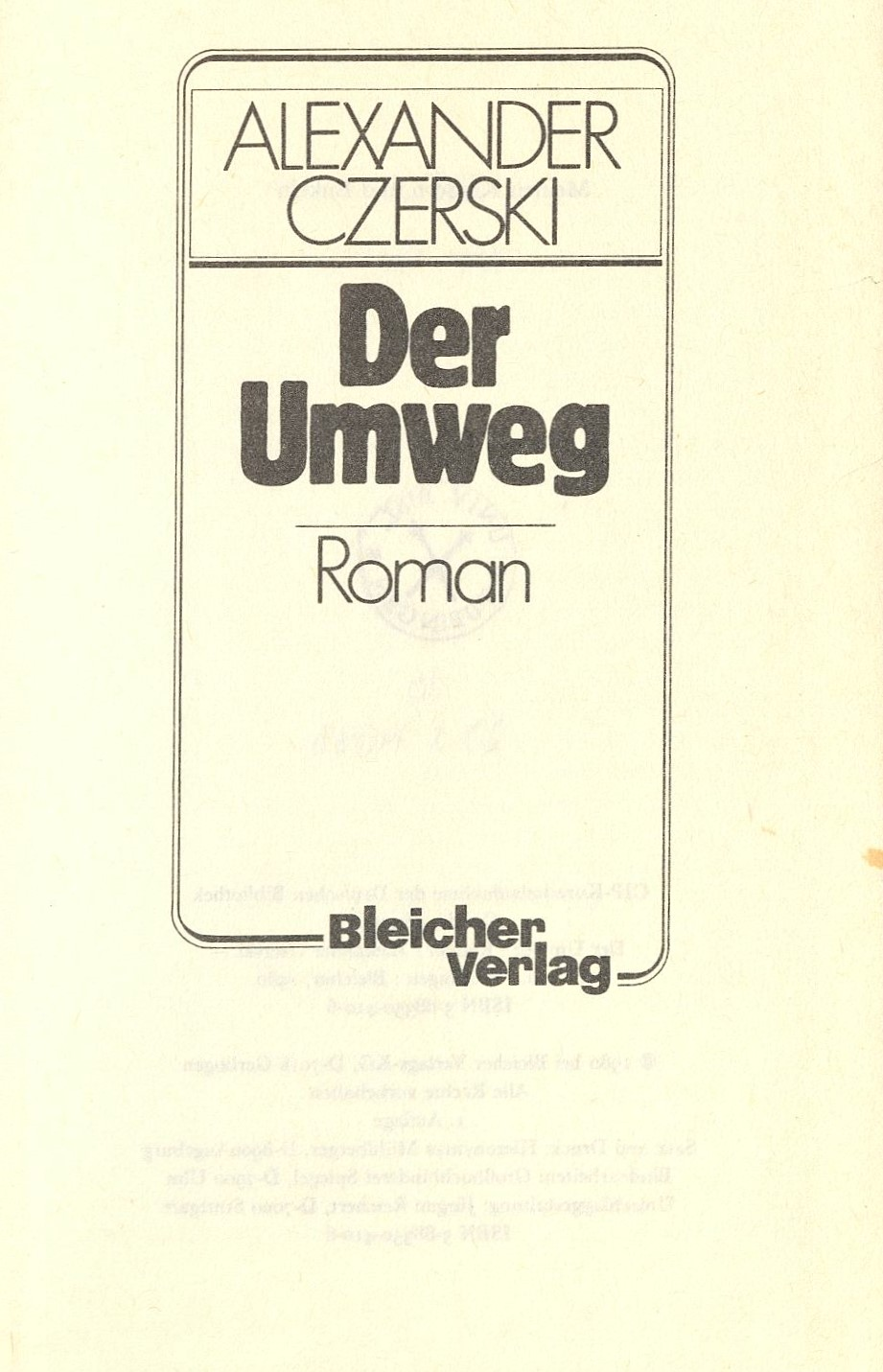

- Farben im Nebel: Roman. [1961] Autorisierte Übersetzung aus dem Polnischen Margot Klausner, Margot Czerski, Alexander Czerski. Wien: Deutsch, 1962
- Flamme, Asche und Rauch. Autorisierte Übersetzung aus dem Polnischen von Margot Klausner, Alexander Czerski. Wien: Deutsch, 1963
- Niesmiertelni. 1965.
- Lebayot, asham weefer. 1973.
- Der Umweg : Roman. Gerlingen: Bleicher, 1980
- Banale Geschichten ... : Erzählungen aus dem Leben. [1972] Gerlingen : Bleicher, 1986
- Un éclair de liberté. 1982.

Drehbuch
- Sabina ve-ha-gvarim. Drehbuch zusammen mit Margot Klausner. 1966